# Östliche Fransenfledermaus
Die Östliche Fransenfledermaus (Myotis bombinus) ist eine Art der Mausohren (Myotis) innerhalb der Fledermäuse (Chiroptera). Sie ist über Teile Ostasiens vom Osten der Volksrepublik China und Russland bis nach Korea und Japan verbreitet.

## Merkmale
Die Östliche Fransenfledermaus erreicht eine Kopf-Rumpf-Länge von 41 bis 52 Millimetern und eine Schwanzlänge von 38 bis 45 Millimetern. Die Hinterfüße haben eine Länge von 8 bis 12 Millimeter. Die Ohren messen 14 bis 19 Millimeter, sie sind lang und schmal geformt mit schmaler Spitze und ebenso schmalem Tragus. Insgesamt handelt sich um eine kleine bis mittelgroße Fledermausart. Die Unterarmlänge beträgt 37 bis 42 Millimeter. Das Fell ist weich und wollig. Es ist auf der Rückenseite dunkelbraun mit rötlich-brauner Basis und auf der Bauchseite etwas blasser. Die Flughaut setzt an der Basis der Zehen an, der Calcar ist lang und ungekielt. Am freien Ende der Schwanzflughaut befindet sich eine Reihe steifer Borsten, die bei dieser Art gerade oder leicht gebogen sind.
Der Schädel hat eine Gesamtlänge von etwa 14 Millimeter, er ist länglich und robust gebaut mit kurzer Schnauzenregion (Rostrum) und langem Hirnschädel. Der dritte obere Prämolar P3 befindet sich in der Zahnreihe oder leicht versetzt.

## Verbreitung

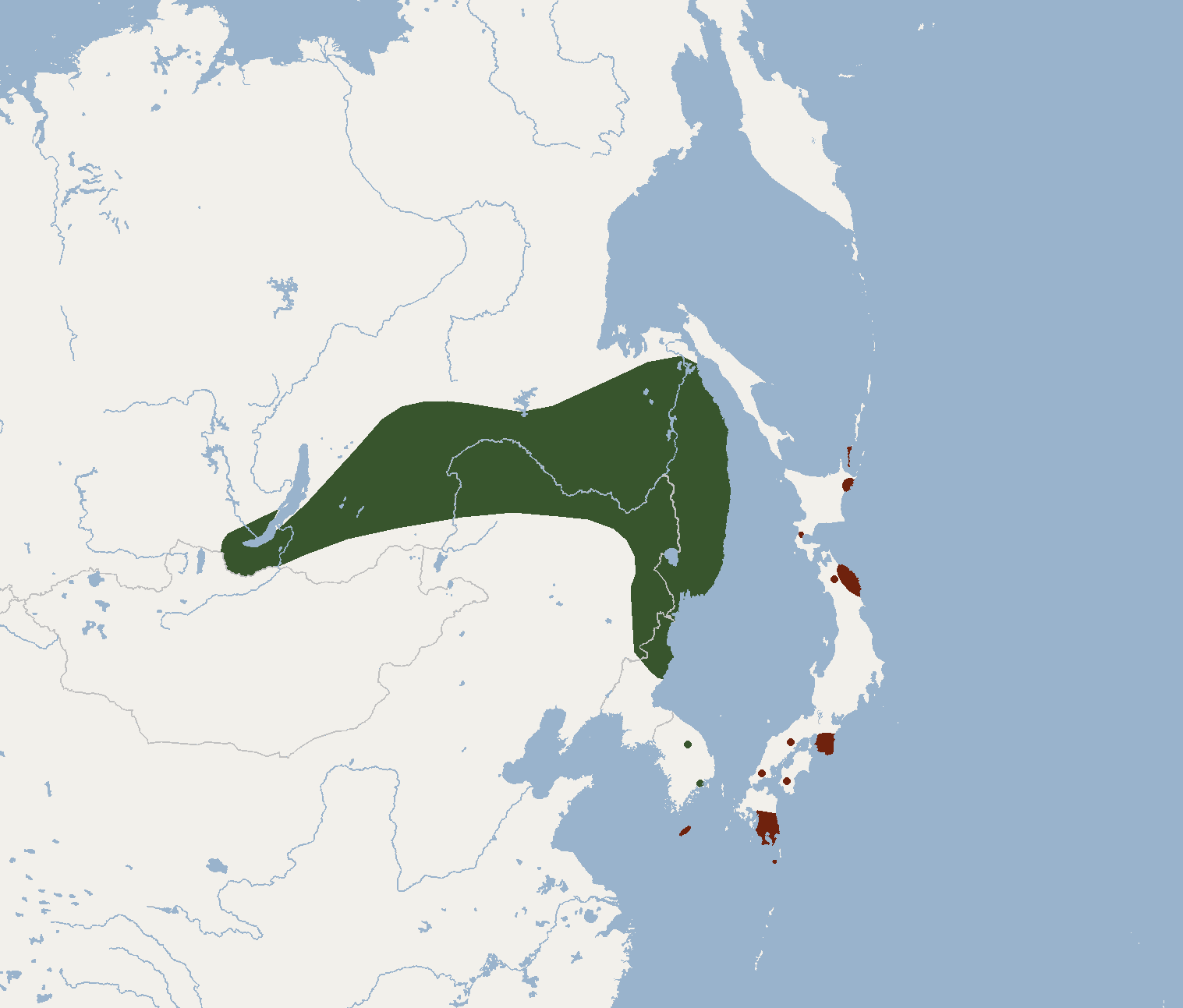
Verbreitungsgebiete der Östlichen Fransenfledermaus (entsprechend Angaben der IUCN)

Die Östliche Fransenfledermaus ist über Teile Ostasiens vom Osten der Volksrepublik China und dem russischen Sibirien bis an die Pazifikküste und nach Korea und Japan verbreitet. In China ist sie in Heilongjiang und Jilin nachgewiesen. In Japan lebt die Art auf den Inseln Hokkaido, Honshu, Shikoku, Kyushu, Kuchinoerabu-jima und Yakushima.

## Lebensweise
Über die Lebensweise und ökologischen Ansprüche der Fledermausart liegen nur sehr wenige Angaben vor. Sie rasten in Höhlen, Häusern und alten Häusern und bilden kleine Kolonien. Wahrscheinlich sind sie teilweise Zugtiere und jagen in Waldbeständen.

## Systematik
Die Östliche Fransenfledermaus wird als eigenständige Art den Mausohren (Gattung Myotis) zugeordnet. Die wissenschaftliche Erstbeschreibung stammt von Oldfield Thomas aus dem Jahr 1906, der sie anhand von Individuen aus der japanischen Präfektur Miyazaki auf der Insel Kyūshū beschrieb. In früheren Arbeiten wurde die Art teilweise als Unterart der Fransenfledermaus (Myotis natteri) betrachtet, die allerdings nicht weiter östlich als Turkmenistan vorkommt. Teilweise wurde eine Änderung des Namens auf M. bombina aufgrund des weiblichen Gattungsnamens mit Endung „-otis“ vorgeschlagen, allerdings nicht umgesetzt.
Innerhalb der Art wird neben der Nominatform M. bombinus bombinus als zweite Unterart M. bombinus amurensis Ognev, 1927, unterschieden.

## Gefährdung und Schutz
Die Art wird von der International Union for Conservation of Nature and Natural Resources (IUCN) als Art der Vorwarnliste („near threatened“) eingestuft. Begründet wird dies vor allem durch die Annahme eines Bestandsrückgangs aufgrund der Abholzung von älteren Waldgebieten und die Störungen durch Menschen in den Überwinterungsgebieten der Art. Über die Populationen und die Lebensweise und Generationsdauer liegen allerdings kaum Daten vor. Angaben zur Bestands- und Populationsgröße in Südasien liegen nicht vor, in den südostasiatischen Verbreitungsgebieten handelt es sich um eine regelmäßig vorkommende Art.

## Belege
1. 1 2 3 4 5 6  Don E. Wilson Far Eastern Myotis. In: Andrew T. Smith, Yan Xie: A Guide to the Mammals of China. Princeton University Press, 2008; S. 374, ISBN 978-0-691-09984-2.
2. 1 2 3 4 5 6  Myotis bombinus in der Roten Liste gefährdeter Arten der IUCN 2017-3. Eingestellt von: K. Tsytsulina, 2008. Abgerufen am 19. Januar 2018.
3. 1 2 3  Don E. Wilson & DeeAnn M. Reeder (Hrsg.): Myotis bombinus in Mammal Species of the World. A Taxonomic and Geographic Reference (3rd ed).